# Chrześcijański Ruch Samorządowy
Chrześcijański Ruch Samorządowy (ChRS) – polskie stowarzyszenie o charakterze politycznym, założone oficjalnie 12 października 2003 (zarejestrowane już 17 września 2003). Zaczątkiem ugrupowania było Łódzkie Porozumienie Obywatelskie. Założycielami formacji byli ówcześni liderzy Zjednoczenia Chrześcijańsko-Narodowego. Przystąpili do niej jednak także politycy niezależni oraz innych partii.
Prezesem Zarządu Głównego ChRS był były prezydent Białegostoku Ryszard Tur (zastąpiony później przez Arkadiusza Urbana), a przewodniczącym Rady Naczelnej były prezydent Łodzi Jerzy Kropiwnicki.
Siedziba stowarzyszenia mieści się w Kamienicy Steigetów w Łodzi przy ul. Piotrkowskiej 133.

## Historia
W wyborach samorządowych w 2006 ChRS wystawił swoje listy do sejmików w czterech województwach, zdobywając łącznie 40 306 głosów, tj. 0,33% poparcia w skali kraju:
(województwo, liczba głosów, liderzy okręgowych list wyborczych)
- woj. podlaskie (wystawił listy we wszystkich okręgach) – 16 155 (Ryszard Tur, Leszek Lewoc, Tadeusz Kowalewski, Marian Łuczaj, Piotr Krutul),
- woj. łódzkie (wystawił listy we wszystkich okręgach) – 15 426 (Wojciech Łaszkiewicz, Maria Maciaszczyk, Mieczysław Nowicki, Grzegorz Kaźmierczak, Jerzy Arent, Mariusz Marasek),
- woj. małopolskie (wystawił listę w jednym okręgu) – 5769 (Adam Śledź),
- woj. wielkopolskie (wystawił listę w jednym okręgu) – 2956 (Paweł Pluta).

W województwie podlaskim listy ChRS były zblokowane z listami PO i PSL (poza miastem Łomża, gdzie ChRS nie było w żadnym bloku). W żadnym województwie komitet ChRS nie przekroczył 5%-owego progu wyborczego i w związku z tym nie uzyskał mandatów radnych wojewódzkich. Jerzy Kropiwnicki został natomiast ponownie wybrany na prezydenta Łodzi (kandydował z ramienia PiS), podobnie jak Jerzy Brzeziński w Łomży (kandydował z ramienia ChRS, należąc wówczas do PO) i Robert Choma w Przemyślu (startował z ramienia PiS, do którego wówczas należał). Ponadto związany z ChRS Krzysztof Chojniak został prezydentem Piotrkowa Trybunalskiego (kandydując z ramienia PiS), a Marek Chrzanowski został prezydentem Bełchatowa (startując z komitetu PLUS). Na burmistrza miasta i gminy Mońki również został wybrany kandydat ChRS – Zbigniew Karwowski. Oprócz województw, w których ChRS wystawiał listy do sejmików, jego kandydaci startowali również do rad miejskich Włocławka i Świętochłowic, do rady powiatu chojnickiego oraz do rad gmin w powiatach chojnickim, przysuskim i przeworskim.
Jerzy Kropiwnicki został odwołany z funkcji prezydenta Łodzi w referendum z 2009 (pełnił urząd do 2010). W kolejnych wyborach samorządowych ChRS nie wystawiał komitetu na poziomie ogólnopolskim. Związani z nim włodarze startowali jako kandydaci niezależni bądź z komitetów lokalnych. Jerzy Brzeziński w 2010 nie został ponownie wybrany, natomiast Robert Choma (w 2010 członek zarządu Polski Plus, rozwiązanej jeszcze przed wyborami), Krzysztof Chojniak i Zbigniew Karwowski uzyskiwali reelekcję w 2010 i 2014. Marek Chrzanowski w 2010 także został ponownie wybrany, jednak w 2014 nie uzyskał reelekcji.
W 2007 szef ChRS Ryszard Tur bez powodzenia startował do sejmiku podlaskiego z listy PO, a następnie został pełnomocnikiem Prawicy Rzeczypospolitej na Białystok. Do tej partii przystąpiła też część innych działaczy stowarzyszenia. Jego aktywiści związali się także z LPR, inni pozostawali ponadto m.in. działaczami ZChN (wśród liderów ChRS było kilku ostatnich prezesów tej partii), PiS i PO. Po wykreśleniu ZChN z rejestru partii w 2010 zapowiadano połączenie się jego struktur z ChRS i utworzenie partii Chrześcijański Ruch Społeczny, do czego ostatecznie nie doszło. Niektórzy działacze stowarzyszenia związali się potem z PJN i następnie z Polską Razem. W 2015 część działaczy ChRS powołała odwołujące się do tradycji ZChN Stowarzyszenie Chrześcijańsko-Narodowe. Jego prezesem został wiceprezes ChRS Arkadiusz Urban, kandydujący w tym samym roku bezskutecznie do Sejmu z listy komitetu Kukiz’15.
19 października 2017 ChRS podjął oficjalną współpracę z Polską Razem, deklarując współtworzenie nowej partii na jej bazie. Jednym z wiceprezesów powstałego 4 listopada tego samego roku ugrupowania Porozumienie został Arkadiusz Urban. W zarządzie krajowym tej partii zasiedli także wiceszef rady naczelnej ChRS Jacek Szczot (były prezes ZChN) i wiceprezes ChRS Grzegorz Gołdynia (były wiceminister zdrowia, działający już wcześniej w Polsce Razem). Z Porozumieniem związali się także m.in. prezes ChRS Ryszard Tur oraz pozostały z wiceprezesów stowarzyszenia Marek Waszkowiak (który przystąpił do niego wraz z Polską Razem). Arkadiusz Urban został wykluczony z Porozumienia w lutym 2021. W czerwcu tego samego roku przystąpił (będąc już prezesem ChRS) do Partii Republikańskiej, a we wrześniu 2021 został jej wiceprezesem; partia rozwiązała się w grudniu 2023.

## Władze
(w nawiasie pozostała aktywność polityczna działaczy w okresie działalności w ChRS)

### Zarząd
Prezes:
- Arkadiusz Urban (w latach 2006–2010 sekretarz generalny ZChN, od 2015 prezes SChN, w latach 2017–2021 wiceprezes Porozumienia, w latach 2021–2023 wiceprezes Partii Republikańskiej)

Wiceprezesi:
- Grzegorz Gołdynia (związany kolejno z ZChN, PJN, KNP, Polską Razem i Porozumieniem, do 2010 radny powiatu oświęcimskiego, do 2006 jego wicestarosta, w 2007 wiceminister zdrowia)
- Marek Waszkowiak (w latach 2005–2007 senator PiS, do 2005 i 2010–2024 radny Konina, działacz Polski Razem i Porozumienia)

Sekretarz generalny:
- Grzegorz Kaźmierczak (działał w ZChN)

Skarbnik:
- Marian Papis (do 2010 z przerwami radny Łodzi, w latach 2009–2010 prezes ZChN)

Pozostali członkowie:
- Krzysztof Gadowski (do 2005 wiceprezydent Jastrzębia-Zdroju, od 2005 poseł PO)
- Ryszard Wawryniewicz (do 2005 wiceprezydent Świdnicy, w latach 2005–2007 poseł PiS, w latach 2007–2010 wicestarosta powiatu świdnickiego, działacz Polski XXI, ODŚ i Porozumienia)

### Przewodniczący Rady Naczelnej
- Jerzy Kropiwnicki (do 2009 prezydent Łodzi, do 2006 prezes ZChN)